# Старий Ляс (Опольське воєводство)
Старий Ляс (пол. Stary Las) — село в Польщі, у гміні Ґлухолази Ниського повіту Опольського воєводства.
Населення — 687 осіб (2011).

## Демографія
Демографічна структура станом на 31 березня 2011 року:
|          | Загалом | Допрацездатний вік | Працездатний вік | Постпрацездатний вік |
| -------- | ------- | ------------------ | ---------------- | -------------------- |
| Чоловіки | 320     | 61                 | 229              | 30                   |
| Жінки    | 367     | 77                 | 218              | 72                   |
| Разом    | 687     | 138                | 447              | 102                  |